# Playa del Carmen
Playa del Carmen este un oraș cu 100.380 loc, situat în regiunea turistică din statul Quintana Roo, Mexic.